# Лал-и Самари
Лал-и Самари (перс. لعل سامری‎) — исторический драгоценный камень, красная благородная шпинель, которая на данный момент экспонируется в Национальной сокровищнице Центрального Банка Ирана. Её масса составляет 500 карат, что делает её самой большой из исторических шпинелей. Согласно фантастической легенде, записанной придворным врачом Насреддин-шаха с его слов в XIX веке, когда-то этот камень украшал шею библейского золотого тельца. Этим объяснялось наличие отверстия для шнурка, которое во времена Насреддин-шаха было закрыто небольшим алмазом, а сейчас открыто. Также благодаря этой легенде появилось название камня, которое переводится как «Самарийская шпинель».
Истинное происхождение Лал-и Самари не установлено. На камне нет ни одной гравировки с именем владельца, что вызывает сомнения в том, что он когда-либо проходил через руки Великих Моголов, как большинство других исторических шпинелей. Он мог попасть в иранскую сокровищницу непосредственно из своего источника в Бадахшане, возможно во время правления Фетх Али-шаха, который любил драгоценные камни и приложил большие усилия к пополнению своей сокровищницы.